# Loriot (Fernsehserie)

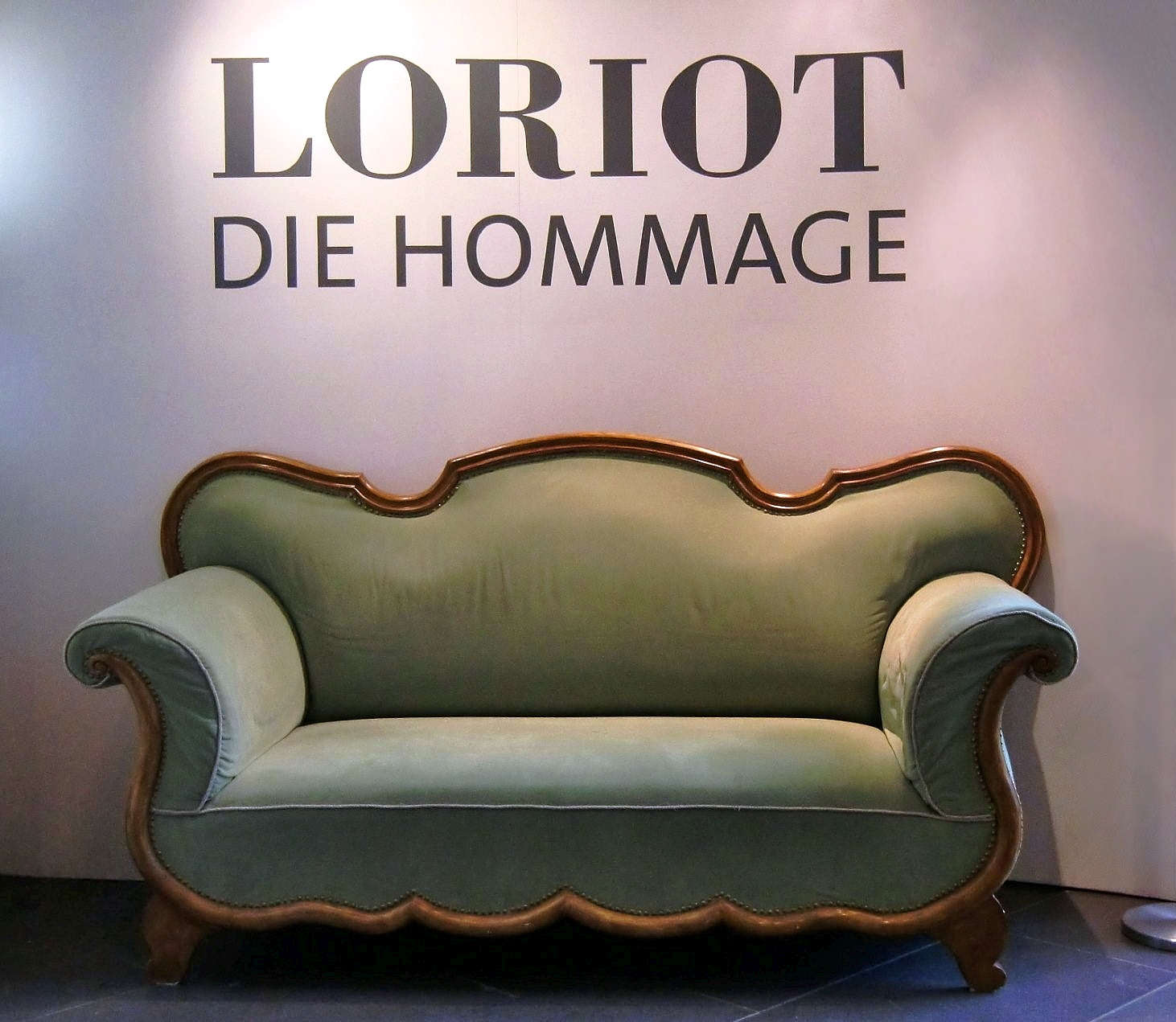
Das grüne Sofa aus der Serie, Ausstellung zu Loriot im Haus der Geschichte in Bonn (2009); seit 2011 steht es im Foyer von Radio Bremen.

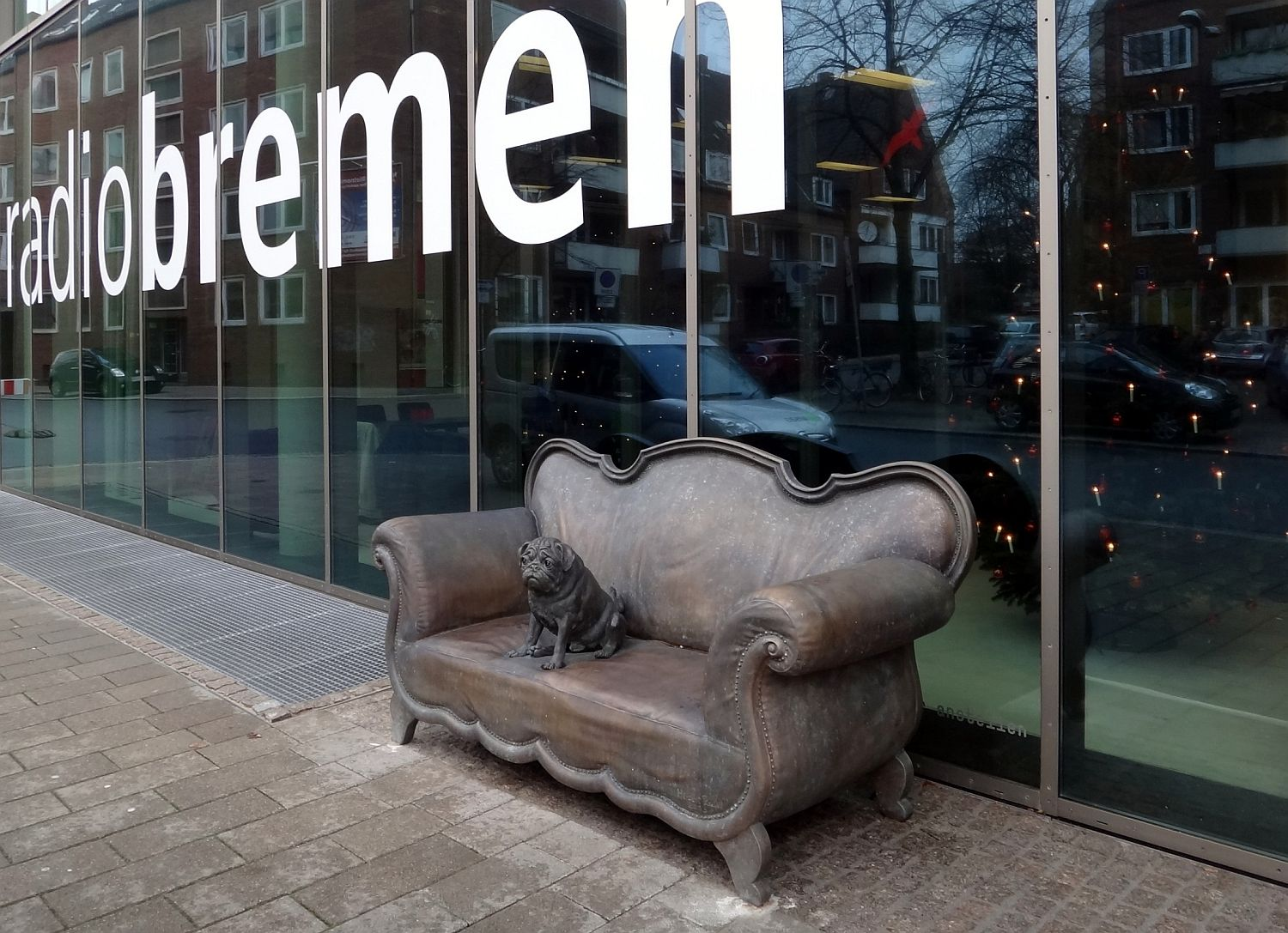
Seit 2013 erinnert Radio Bremen an die Zusammenarbeit mit Loriot mit einer Bronzereplik des Sofas samt Mops vor dem Funkhaus.

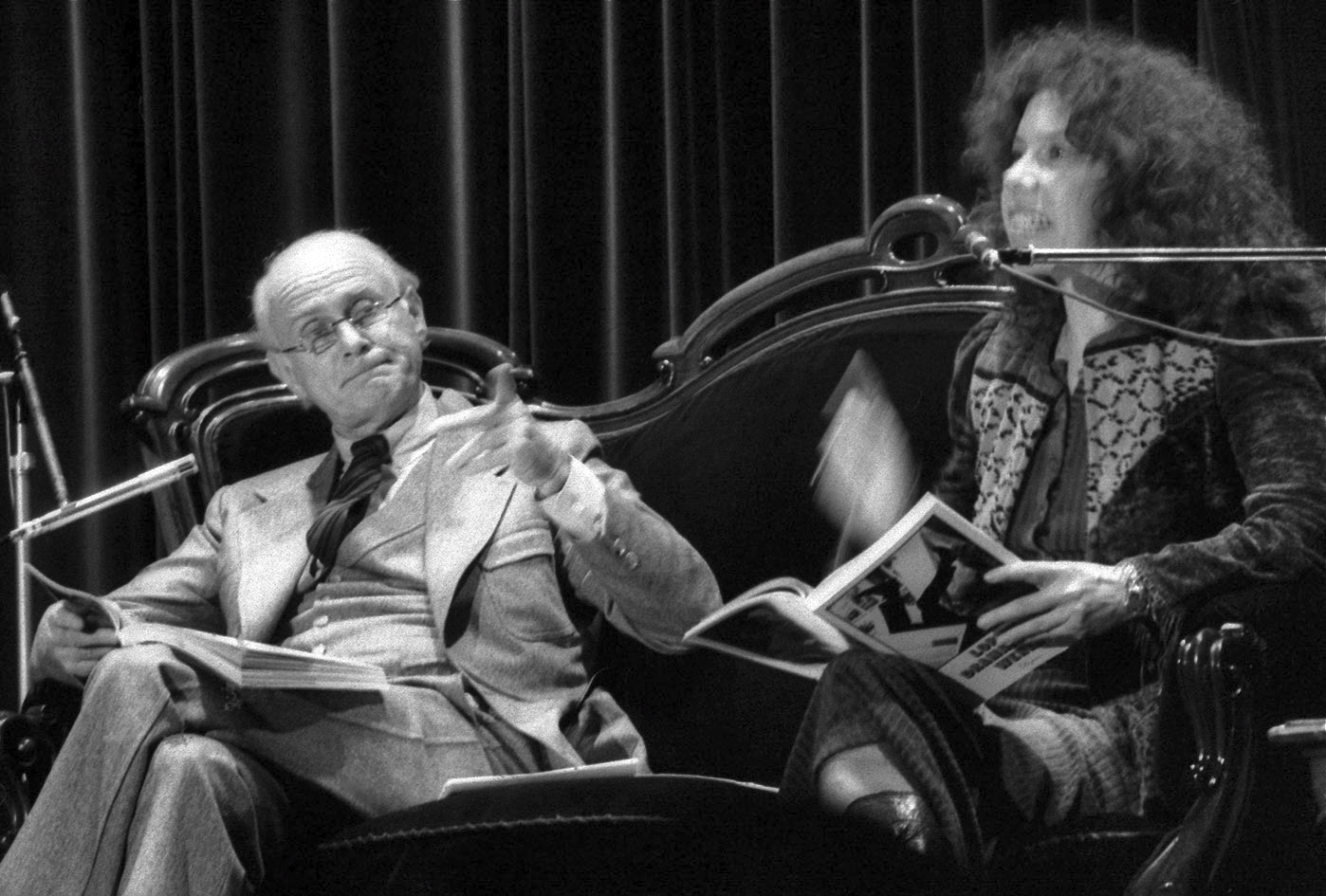
Loriot und Evelyn Hamann bei einer Lesung aus Loriots dramatische Werke (frühe 1980er). Das Buch enthält die Dramentexte einiger Trickfilme und Sketche Loriots.

Loriot ist eine von 1976 bis 1978 produzierte deutsche Comedy-Fernsehserie des Senders Radio Bremen. In jeder der sechs Folgen (nummeriert mit den römischen Zahlen I–VI) wurden Sketche und Zeichentrickfilme von und mit Loriot gezeigt. Diese erlangten zum Teil Kultstatus. In den 1990er Jahren wurden die kurzen Filme in 14 Sendungen zu je 25 Minuten neu zusammengestellt, ergänzt um Werke aus anderen Fernsehsendungen mit Loriot. Im Oktober 2007 wurden die sechs Folgen in weitgehend ursprünglicher Reihung und Länge auf der DVD-Box Loriot – Die vollständige Fernsehedition herausgegeben.

## Hintergrund
Mitte der 1970er Jahre entschied sich Loriot, bei Radio Bremen eine Nachfolgesendung seiner beim Süddeutschen Rundfunk entstandenen Serie Cartoon (1967–1972; Sondersendung Telecabinet, 1974) zu produzieren. Er folgte damit dem Ruf Dieter Ertels, des damaligen Programmdirektors bei Radio Bremen, der ihm ideal erscheinende Arbeitsbedingungen bot, und schlug Angebote anderer, größerer Fernsehsender aus. Ertel, der von 1968 bis Ende 1973 Leiter des Fernsehprogrammbereichs Kultur und Gesellschaft beim SDR gewesen war, kannte Loriot bereits von ihrer in einer Freundschaft mündenden Zusammenarbeit an Cartoon. Zum Redaktionsteam der neuen Serie zählten neben Loriot der Fernsehspielchef von Radio Bremen, Jürgen Breest, und Stefan Lukschy. Loriot schrieb für sämtliche Folgen die Drehbücher und führte Regie.
Aus Kostengründen waren als Darsteller vor allem Schauspieler vom Bremer Theater vorgesehen. Die als Loriots Komoderatorin und Hauptdarstellerin vieler Sketche agierende Evelyn Hamann durchkreuzte bei ihrem ersten Zusammentreffen Loriots Vorstellungen von der weiblichen Hauptrolle. Ihm hatte eine mittelgroße, füllige, 50-jährige, blonde, dauergewellte Hausfrau vorgeschwebt, der die schlanke, hochgewachsene und noch junge Hamann mit brünetter Mähne überhaupt nicht entsprach. Sie überzeugte Loriot jedoch durch ihre Präzision und Wandlungsfähigkeit, ihre Ruhe und ihre Stimme, die ihn sein Konzept ändern ließen.
Gedreht wurde überwiegend in Bremen. So entstand der Sketch Gran Paradiso in der sich damals noch im Bau befindlichen Großwohnsiedlung Tenever in Bremen-Osterholz. Der Sketch Parkgebühren wurde am Ulrichsplatz in der Bremer Innenstadt gedreht.

## Inhalt
Loriot führt als Moderator durch die Sendung und parodiert gemeinsam mit anderen Schauspielern Alltagssituationen in Sketchen. Daneben stehen von Loriot gezeichnete kurze Trickfilme. Als Sitzgelegenheit dient ein grünes Sofa im Biedermeierstil. In Folge V und VI agiert Evelyn Hamann als Ko-Moderatorin.

## Liste der Sketche
Folge I und II tragen einen Untertitel, auf den ab Folge III verzichtet wurde.

### Folge I – Loriots Sauberer Bildschirm
Erstausstrahlung: 8. März 1976
| Nr. | Titel                           |
| --- | ------------------------------- |
| 1   | Plastologie I (Studiointerview) |
| 2   | Bananenschale                   |
| 3   | Du und Dein Körper              |
| 4   | Das Medium der Verinnerlichung  |
| 5   | Heimoperation                   |
| 6   | Schweifträger                   |
| 7   | Plastologie 2                   |
| 8   | Tagesschau Letzte Meldung       |
| 9   | Arbeiterinterview               |
| 10  | Politikerinterviews             |
| 11  | Gran Paradiso                   |
| 12  | Plastologie 3                   |
| 13  | Filmanalyse                     |
| 14  | Plastologie 4                   |
| 15  | Der Lottogewinner               |

### Folge II – Loriots Teleskizzen
Erstausstrahlung: 18. Oktober 1976
| Nr. | Titel                     |
| --- | ------------------------- |
| 1   | Comedian Harmonists 1     |
| 2   | Straßeninterview          |
| 3   | Superscope                |
| 4   | Bruno W. Pannek 1         |
| 5   | Zimmerverwüstung          |
| 6   | Bruno W. Pannek 2         |
| 7   | Die Steinlaus             |
| 8   | Die weiße Maus            |
| 9   | Comedian Harmonists 2     |
| 10  | Herrenmoden               |
| 11  | Bruno W. Pannek 3         |
| 12  | Comedian Harmonists 3     |
| 13  | Polizeieinsatz 1          |
| 14  | Gesicht der Politik (CSU) |
| 15  | Gesicht der Politik (SPD) |
| 16  | Bruno W. Pannek 4         |
| 17  | Polizeieinsatz 2          |
| 18  | Comedian Harmonists 4     |
| 19  | Schmeckt’s?               |

In der ursprünglichen Fassung von Folge II war zusätzlich noch der Zeichentrickfilm The Mad Baker von Ted Petok enthalten, der eigentlich bereits für die Cartoon-Reihe vorgesehen war. Bei späteren TV-Wiederholungen und Veröffentlichungen auf VHS-Kassette und DVD entfiel dieser Film, da von Loriot nur die Synchronisation stammte. Anstelle dieses sechsminütigen Films um einen menschenverschlingenden Schokoladenkuchen, den Loriot als eine Frankenstein-Adaption anmoderierte, wurden später der Trickfilm Der Kunstpfeifer und der Sketch Flötenkonzert in Folge II gesendet.

### Folge III
Erstausstrahlung: 16. Mai 1977
| Nr. | Titel                    |
| --- | ------------------------ |
| 1   | Flughafenkontrolle       |
| 2   | Die Nudel                |
| 3   | Polizeiliche Festnahme 1 |
| 4   | Feuerwehr (Die H.S. zwo) |
| 5   | Das Frühstücksei         |
| 6   | Polizeiliche Festnahme 2 |
| 7   | „Der Wähler fragt“       |
| 8   | Polizeiliche Festnahme 3 |
| 9   | Liebe im Büro            |
| 10  | Feierabend               |
| 11  | Polizeiliche Festnahme 4 |
| 12  | Das Filmmonster          |
| 13  | Fernsehabend             |
| 14  | Polizeiliche Festnahme 5 |
| 15  | Die Sahnetorte           |

### Folge IV
Erstausstrahlung: 7. November 1977
| Nr. | Titel                              |
| --- | ---------------------------------- |
| 1   | Bello (Der sprechende Hund) 1      |
| 2   | An der Opernkasse                  |
| 3   | Englische Ansage (Inhaltsangabe) 1 |
| 4   | „Das ist Ihr Leben“                |
| 5   | Bettenkauf                         |
| 6   | Bello 2                            |
| 7   | Das Galadiner                      |
| 8   | Englische Ansage 2                 |
| 9   | Eheberatung                        |
| 10  | Englische Ansage 3                 |
| 11  | Bello 3                            |
| 12  | Skat                               |
| 13  | Englische Ansage 4                 |

### Folge V
Erstausstrahlung: 15. Juni 1978
| Nr. | Titel                     |
| --- | ------------------------- |
| 1   | Tintenboy                 |
| 2   | Leibesvisitation          |
| 3   | Abflug                    |
| 4   | Fernsehfreie Minute       |
| 5   | Flugessen                 |
| 6   | Landung                   |
| 7   | Herren im Bad 1           |
| 8   | Fluggepäck                |
| 9   | Feuergeben/Rindsroulade 1 |
| 10  | Herren im Bad 2           |
| 11  | Feuergeben/Rindsroulade 2 |
| 12  | Rollentausch              |
| 13  | Parkgebühren              |
| 14  | Herren im Bad 3           |
| 15  | Mutters Klavier (Heim-TV) |

### Folge VI
Erstausstrahlung: 7. Dezember 1978
| Nr. | Titel                          |
| --- | ------------------------------ |
| 1   | Salamo-Konzert                 |
| 2   | Die Jodelschule                |
| 3   | Vertreterkonferenz             |
| 4   | Vertreterbesuch 1              |
| 5   | Advent                         |
| 6   | Vertreterbesuch 2              |
| 7   | Im Spielzeugladen              |
| 8   | Kosakenzipfel                  |
| 9   | Weihnachten bei Hoppenstedts 1 |
| 10  | Der Familienbenutzer           |
| 11  | Weihnachten bei Hoppenstedts 2 |

Stärker als in den vorhergehenden Folgen sind die Filme von Folge VI miteinander verschränkt und folgen einer aufeinander aufbauenden Handlung.
Thematisch gibt es einen weihnachtlichen Schwerpunkt entsprechend der „stillen vorweihnachtlichen Zeit, in der wir uns jetzt befinden“ (Begrüßungstext Loriots bezogen auf das Datum der Erstausstrahlung). Für die erste Wiederholung am 17. August 1979 wurde mit Evelyn Hamann eine neue Anmoderation gedreht, die humorvoll auf die Diskrepanz zwischen dem Ausstrahlungstermin und dem Thema „Weihnachten“ hinweist. Eine 1997 neu geschnittene, gekürzte Fassung von Folge VI wird seither unter dem Titel Weihnachten bei Hoppenstedts ausgestrahlt und hat sich zu einem „Weihnachtsklassiker“ entwickelt, der jährlich an Heiligabend oder den Weihnachtsfeiertagen im Ersten oder einem der Dritten Programme gesendet wird. Ebenfalls unter dem Titel Weihnachten bei Hoppenstedts  wird die Fassung von 1978 (ohne das Salamo-Konzert) als eigenständige DVD und als Buch vertrieben.
Für Folge VI war zunächst auch der Sketch Flötenkonzert vorgesehen. Aus dramaturgischen Gründen und aufgrund begrenzter Sendezeit wurde der bereits fertiggestellte Sketch aber gestrichen und erst in der Fernsehsendung anlässlich des 60. Geburtstags von Loriot uraufgeführt. Der Zeichentrickfilm Advent stammt ursprünglich aus der Serie Cartoon (Folge 11) und wurde erstmals am 7. Dezember 1969 ausgestrahlt. Auch Der Familienbenutzer war in ursprünglicher Fassung erstmals am 23. Dezember 1968 in Cartoon (Folge 7) zu sehen. Für Loriot VI wurde eine Neufassung erstellt.

## Fassung von 1997
1997 strahlte Das Erste eine vierzehnteilige, stark überarbeitete Neufassung der Serie aus, die sowohl Sketche und Trickfilme aus der Originalserie als auch aus anderen Fernsehsendungen mit Loriot enthält. Unter anderem finden sich Rückgriffe auf Cartoon und Sondersendungen zu Loriots runden Geburtstagen. Einige Filme aus der Originalserie wurden weggelassen.

### Liste der Folgen
| Nr. | Titel                                                                             | Erstausstrahlung |
| --- | --------------------------------------------------------------------------------- | ---------------- |
| 1   | Vom Glück der Liebe, der Ehe und des Erinnerns                                    | 22. April 1997   |
| 2   | Alles über das Fliegen                                                            | 29. April 1997   |
| 3   | Von Mensch und Musik, Bett, Bratfett und Geselligkeit                             | 6. Mai 1997      |
| 4   | „Ruhe bitte“ – Intime Blicke in die Fernsehstudios                                | 13. Mai 1997     |
| 5   | Von Steinläusen, Möpsen und Mäusen – Vom Ferienglück und einem Nudelproblem       | 20. Mai 1997     |
| 6   | Ungewöhnliches aus dem Konzertsaal, Pech im Studio und eine Wohnzimmerkatastrophe | 27. Mai 1997     |
| 7   | Fernsehwahn und -wirklichkeit                                                     | 3. Juni 1997     |
| 8   | Der 60. Geburtstag                                                                | 10. Juni 1997    |
| 9   | Ein Menü mit englischer Zunge, Kalbshaxe, Badewanne und Politik                   | 17. Juni 1997    |
| 10  | Vom Jodeln, Flöten, Pfeifen, Fiedeln, von Küssen und Kosakenzipfeln               | 1. Juli 1997     |
| 11  | Von Autos, Pferden, Polizei und Feuerspritzen                                     | 8. Juli 1997     |
| 12  | Der einsame König, andere kulturelle Intimbereiche und eine Skatrunde             | 15. Juli 1997    |
| 13  | Der 70. Geburtstag                                                                | 22. Juli 1997    |
| 14  | Weihnachten bei Hoppenstedts                                                      | 29. Juli 1997    |

### Folge 1 – Vom Glück der Liebe, der Ehe und des Erinnerns
| Nr. | Titel                               |
| --- | ----------------------------------- |
| 1   | Eheberatung (Loriot IV, 9.)         |
| 2   | Das Frühstücksei (Loriot III, 5.)   |
| 3   | Liebe im Büro (Loriot III, 9.)      |
| 4   | Tierstunde - Der wilde Waldmops     |
| 5   | „Das ist Ihr Leben“ (Loriot IV, 4.) |
| 6   | Feierabend (Loriot III, 10.)        |

### Folge 2 – Alles über das Fliegen
→ Hauptartikel: Alles über das Fliegen
| Nr. | Titel                                   |
| --- | --------------------------------------- |
| 1   | Bananenschale (Loriot I, 2.)            |
| 2   | Flughafenkontrolle (Loriot III, 1.)     |
| 3   | Leibesvisitation (Loriot V, 2.)         |
| 4   | Abflug (Loriot V, 3.)                   |
| 5   | Flugessen (Loriot V, 5.)                |
| 6   | Landung (Loriot V, 6.)                  |
| 7   | Fluggepäck (Loriot V, 8.)               |
| 8   | Aufbruch                                |
| 9   | Comedian Harmonists IV (Loriot II, 18.) |

### Folge 3 – Von Mensch und Musik, Bett, Bratfett und Geselligkeit
| Nr. | Titel                                    |
| --- | ---------------------------------------- |
| 1   | Salamo-Konzert (Loriot VI, 1.)           |
| 2   | Comedian Harmonists I (Loriot II, 1.)    |
| 3   | Der Heimdirigent                         |
| 4   | Comedian Harmonists II (Loriot II, 8.)   |
| 5   | Bettenkauf (Loriot IV, 5.)               |
| 6   | Das Galadiner (Loriot IV, 7.)            |
| 7   | Straßenfeger                             |
| 8   | Comedian Harmonists III (Loriot II, 13.) |

### Folge 4 – „Ruhe bitte“ – Intime Blicke in die Fernsehstudios
| Nr. | Titel                                              |
| --- | -------------------------------------------------- |
| 1   | Maskenbildner 1; 2. Kameramann; 3. Maskenbildner 2 |
| 2   | Der Lottogewinner (Loriot I, 15.)                  |
| 3   | Filmanalyse (Loriot I, 13.)                        |
| 4   | Das Filmmonster (Loriot III, 12.)                  |
| 5   | Politik und Fernsehen                              |
| 6   | Die Sahnetorte (Loriot III,15.)                    |

### Folge 5 – Von Steinläusen, Möpsen und Mäusen – Vom Ferienglück und einem Nudelproblem
| Nr. | Titel                                       |
| --- | ------------------------------------------- |
| 1   | Die Steinlaus (Loriot II, 6.)               |
| 2   | Die weiße Maus (Loriot II, 7.)              |
| 3   | Mondwanderung                               |
| 4   | Bello (Der sprechende Hund) (Loriot IV, 1.) |
| 5   | Die Nudel (Loriot III, 2.)                  |
| 6   | Gran Paradiso (Loriot I, 11.)               |

### Folge 6 – Ungewöhnliches aus dem Konzertsaal, Pech im Studio und eine Wohnzimmerkatastrophe
| Nr. | Titel                                          |
| --- | ---------------------------------------------- |
| 1   | Plastologie 1 (Studiointerview) (Loriot I, 1.) |
| 2   | Hustensymphonie („Ases Not“)                   |
| 3   | Plastologie 2 (Loriot I, 7.)                   |
| 4   | An der Opernkasse (Loriot IV, 2.)              |
| 5   | Wussten Sie schon? Walfisch                    |
| 6   | Plastologie 3 (Loriot I, 12.)                  |
| 7   | Die Biene (Beethoven)                          |
| 8   | Plastologie 4 (Loriot I, 14.)                  |
| 9   | Superscope (Loriot II, 2.)                     |
| 10  | Zimmerverwüstung (Loriot II, 4.)               |

### Folge 7 – Fernsehwahn und -wirklichkeit
| Nr. | Titel                                     |
| --- | ----------------------------------------- |
| 1   | Mutters Klavier (Heim-TV) (Loriot V, 15.) |
| 2   | Panorama:                                 |
| 3   | Marzipankartoffeln                        |
| 4   | Professor E. Damholzer                    |
| 5   | Bundestagsrede (links)                    |
| 6   | Kleinsparer                               |
| 7   | Herrenmoden (Loriot II, 9.)               |

### Folge 8 – Der 60. Geburtstag
| Nr. | Titel           |
| --- | --------------- |
| 1   | Wer ist Loriot? |
| 2   | Benimmschule    |
| 3   | Gesprächsrunde  |
| 4   | Finale          |

→ siehe auch Loriots 60. Geburtstag

### Folge 9 – Ein Menü mit englischer Zunge, Kalbshaxe, Badewanne und Politik
| Nr. | Titel                                               |
| --- | --------------------------------------------------- |
| 1   | „Der Wähler fragt“ (Loriot III, 7.)                 |
| 2   | Frühstück                                           |
| 3   | Englische Ansage (Inhaltsangabe) 1 (Loriot IV, 3.)  |
| 4   | Herren im Bad (Loriot V, 7., 10., 14.)              |
| 5   | Englische Ansage (Inhaltsangabe) 2 (Loriot IV, 8.)  |
| 6   | Der K 2000                                          |
| 7   | Englische Ansage (Inhaltsangabe) 3 (Loriot IV, 10.) |
| 8   | Schmeckt’s? (Loriot II, 19.)                        |
| 9   | Englische Ansage (Inhaltsangabe) 4 (Loriot IV, 13.) |

### Folge 10 – Vom Jodeln, Flöten, Pfeifen, Fiedeln, von Küssen und Kosakenzipfeln
| Nr. | Titel                                 |
| --- | ------------------------------------- |
| 1   | Die Jodelschule (Loriot VI, 2.)       |
| 2   | Flötenkonzert                         |
| 3   | Der Kunstpfeifer (Loriot II, 10.)     |
| 4   | Internationaler Kulturaustausch       |
| 5   | Beethoven-Trio                        |
| 6   | Wussten Sie schon?- Beethovens Neunte |
| 7   | Der Vampir                            |
| 8   | Kosakenzipfel (Loriot VI, 8.)         |

### Folge 11 – Von Autos, Pferden, Polizei und Feuerspritzen
| Nr. | Titel                                                  |
| --- | ------------------------------------------------------ |
| 1   | Straßeninterview (Loriot II, 2.)                       |
| 2   | Polizeieinsatz 1 (Loriot II, 13.) / Blinder Autofahrer |
| 3   | Parkgebühren (Loriot V, 13.)                           |
| 4   | Suchmeldung                                            |
| 5   | Feuergeben/Rindsroulade 1 (Loriot V, 9., 11.)          |
| 6   | Feuerwehr (Die H.S. Zwo) (Loriot III, 4.)              |
| 7   | Der Astronaut                                          |
| 8   | Auf der Rennbahn                                       |

### Folge 12 – Der einsame König, andere kulturelle Intimbereiche und eine Skatrunde
| Nr. | Titel                            |
| --- | -------------------------------- |
| 1   | Fernsehabend (Loriot III, 13.)   |
| 2   | Kulturspiegel: Ludwig II.        |
| 3   | Der Jungfilmer                   |
| 4   | Literaturkritik                  |
| 5   | Wussten Sie schon? - Goldhamster |
| 6   | Deutsch für Ausländer            |
| 7   | Garderobe                        |
| 8   | Wussten Sie schon? - Alpen       |
| 9   | Skat (Loriot IV, 12.)            |
| 10  | Tintenboy (Loriot V, 1.)         |

### Folge 13 – Der 70. Geburtstag
| Nr. | Titel                                         |
| --- | --------------------------------------------- |
| 1   | Der Portier 1                                 |
| 2   | Alte Freunde                                  |
| 3   | Der Portier 2                                 |
| 4   | Ehepaar Braake 1                              |
| 5   | Zimmer 212                                    |
| 6   | Der Portier 3                                 |
| 7   | Mutter und Kind 1                             |
| 8   | Etagenkellner 1                               |
| 9   | Mutter und Kind 2                             |
| 10  | Ehepaar Braake 2                              |
| 11  | Der Mistmacher                                |
| 12  | Ehepaar Braake 3                              |
| 13  | Zimmer 212, Betrunkener                       |
| 14  | Ehepaar Braake 4                              |
| 15  | Mutter und Kind 3                             |
| 16  | Werbung 1 (Körperspray)                       |
| 17  | Werbung 2 (Armbanduhr)                        |
| 18  | Werbung 3 (Waschmittel Pusch)                 |
| 19  | Jugendliebe                                   |
| 20  | Der Portier 4                                 |
| 21  | Mutter und Kind 4                             |
| 22  | Staatsbesuch                                  |
| 23  | Das Gästebuch                                 |
| 24  | Etagenkellner 2                               |
| 25  | Polizeieinsatz                                |
| 26  | Werbung 4 (Pflückfrische Vollfruchtmarmelade) |
| 27  | Weihnachtskonzert - Kleine Nachtmusik         |

### Folge 14 – Weihnachten bei Hoppenstedts
→ Hauptartikel: Weihnachten bei Hoppenstedts
| Nr. | Titel                                           |
| --- | ----------------------------------------------- |
| 1   | Im Spielzeugladen [Spielwaren] (Loriot VI, 7.)  |
| 2   | Vertreterkonferenz (Loriot VI, 3.)              |
| 3   | Vertreterbesuch 1 (Loriot VI, 4.)               |
| 4   | Advent (Loriot VI, 5.)                          |
| 5   | Vertreterbesuch 2 (Loriot VI, 6.)               |
| 6   | Weihnachten bei Hoppenstedts 1 (Loriot VI, 9.)  |
| 7   | Knabenchor                                      |
| 8   | Weihnachten bei Hoppenstedts 2 (Loriot VI, 11.) |